# Otto Leopold
Otto Leopold (* 23. Februar 1901 in Ihringshausen bei Kassel; † 5. September 1975 in Halle (Saale)) war ein deutscher Politiker (KPD/SED). Er war Vorsitzender des Rates des Bezirkes Halle (Saale).

## Leben
Leopold, Sohn einer Arbeiterfamilie, besuchte die Volksschule und die Höhere Gewerbeschule. Er erlernte in Leipzig den Beruf des Drehers und arbeitete anschließend im Beruf, später auch als kaufmännischer Angestellter, Verkäufer und Vertreter in Leipzig und Berlin. Er wurde Mitglied im Arbeiter-Turn- und Sportbund. Von 1919 bis 1922 war er Mitglied der KPD und trat ihr 1928 erneut bei.
Nach der „Machtergreifung“ der Nationalsozialisten 1933 beteiligte sich Leopold am kommunistischen Widerstand. Zwischen August 1933 und Juni 1935 befand er sich in Leipzig und im Zuchthaus Waldheim zunächst in „Schutzhaft“ und wurde dann wegen „Vorbereitung zum Hochverrat“ zu 18 Monaten Gefängnis verurteilt. Nach seiner Entlassung wurde er unter polizeilicher Aufsicht gestellt und war von 1935 bis 1938 als Bau- und Waldarbeiter, und von 1938 bis 1941 als wieder als Dreher in Leipzig beschäftigt. 1941 wurde er zum Kriegsdienst in der Wehrmacht eingezogen. Im April 1945 desertierte er und kehrte nach Leipzig zurück.
1945 wurde er wieder Mitglied der KPD, 1946 Mitglied der SED. Von 1945 bis 1949 war er Verwaltungsdirektor für Handel und Versorgung der Stadtverwaltung Leipzig und 1949/50 Hauptgeschäftsführer der Konsumgenossenschaft in Leipzig. Von 1950 bis 1952 wirkte er als stellvertretender Oberbürgermeister der Stadt Leipzig. Von 1952 bis 1958 gehörte er der Kasernierten Volkspolizei bzw. der NVA – zuletzt im Range eines Obersten – an. Leopold leitete ab September 1956 als Kommandeur die Fliegertechnische Offiziersschule in Kamenz. Von 1958 bis 1966 war er Erster Vorsitzender des Rates des Bezirkes Halle, zugleich auch Mitglied der SED-Bezirksleitung Halle und Abgeordneter des Bezirkstages. Anschließend war er ehrenamtlicher Vorsitzender der Kommission zur Erforschung der örtlichen Arbeiterbewegung im Bezirk Halle.

## Auszeichnungen
- Vaterländischer Verdienstorden in Silber (1959)
- Banner der Arbeit (1961)
- Vaterländischer Verdienstorden in Gold (1966)
- Ehrenspange zum Vaterländischen Verdienstorden in Gold (1971)